# モンゴメリー郡 (オハイオ州)
モンゴメリー郡（英: Montgomery County）は、アメリカ合衆国オハイオ州の西部に位置する郡である。人口は53万7309人（2020年）。郡庁所在地はデイトンであり、同郡で人口最大の都市である。

## 概要
モンゴメリー郡はデイトン大都市圏に属している。郡名はアメリカ独立戦争の将軍であり、1775年12月31日にカナダのケベック市を攻撃中に戦死したリチャード・モントゴメリーに因んで名付けられた。

## 地理
アメリカ合衆国国勢調査局に拠れば、郡域全面積は463.34平方マイル (1202.6 km2)であり、このうち陸地461.55平方マイル (1,195.4 km2)、水域は2.78平方マイル (7.2 km2)で水域率は0.60%である。

### 主要高規格道路
- 州間高速道路70号線、デイトン市郊外を通る東西方向主要道路
- 州間高速道路75号線、デイトン市内を通る南北方向主要道路
- 州間高速道路675号線、郡南部を通るバイパス路
- アメリカ国道25号線、州間高速道路75号線の完成で役目を終えた
- アメリカ国道35号線
- アメリカ国道40号線
- オハイオ州道4号線
- オハイオ州道48号線
- オハイオ州道49号線
- オハイオ州道123号線
- オハイオ州道201号線
- オハイオ州道202号線
- オハイオ州道235号線
- オハイオ州道444号線
- オハイオ州道725号線
- オハイオ州道741号線
- オハイオ州道835号線

### 隣接する郡
- マイアミ郡 - 北
- クラーク郡 - 北東
- グリーン郡 - 東
- ウォーレン郡 - 南
- バトラー郡 - 南西
- プレブル郡 - 西
- ダーク郡 - 北西

### 国立保護地域
- デイトン航空術遺産国立歴史公園（部分）

## 人口動態
以下は2000年国勢調査による人口統計データである。
| 基礎データ - 人口: 559,062人 - 世帯数: 229,229 世帯 - 家族数: 146,935 家族 - 人口密度: 468人/km2（1,211人/mi2） - 住居数: 248,443軒 - 住居密度: 208軒/km2（538軒/mi2） 人種別人口構成 - 白人: 76.57% - アフリカン・アメリカン: 19.86% - ネイティブ・アメリカン: 0.23% - アジア人: 1.31% - 太平洋諸島系: 0.04% - その他の人種: 0.49% - 混血: 1.51% - ヒスパニック・ラテン系: 1.27% 年齢別人口構成 - 18歳未満: 24.7% - 18-24歳: 9.7% - 25-44歳: 29.0% - 45-64歳: 22.9% - 65歳以上: 13.7% - 年齢の中央値: 36歳 - 性比（女性100人あたり男性の人口） - 総人口: 92.3 - 18歳以上: 88.6 | 世帯と家族（対世帯数） - 18歳未満の子供がいる: 29.6% - 結婚・同居している夫婦: 46.3% - 未婚・離婚・死別女性が世帯主: 13.8% - 非家族世帯: 35.9% - 単身世帯: 30.4% - 65歳以上の老人1人暮らし: 10.1% - 平均構成人数 - 世帯: 2.37人 - 家族: 2.96人 収入と家計 - 収入の中央値 - 世帯: 40,156米ドル - 家族: 50,071米ドル - 性別 - 男性: 38,710米ドル - 女性: 27,297米ドル - 人口1人あたり収入: 21,743米ドル - 貧困線以下 - 対人口: 113% - 対家族数: 8.3% - 18歳未満: 15.6% - 65歳以上: 8.2% |

## 政治
最近5回のアメリカ合衆国大統領選挙でモンゴメリー郡は民主党候補を選んだが、それほど大きな差ではなかった。
| 年     | 民主党        | 共和党        |
| ------ | ------------- | ------------- |
| 2008年 | 52.3% 145,997 | 46.1% 128,679 |
| 2004年 | 50.6% 142,997 | 49.0% 138,371 |
| 2000年 | 49.6% 114,597 | 47.5% 109,792 |
| 1996年 | 50.0% 115,469 | 41.3% 95,391  |
| 1992年 | 41.3% 108,017 | 40.0% 104,751 |
| 1988年 | 41.8% 95,737  | 57.5% 131,569 |
| 1984年 | 40.5% 94,016  | 59.0% 137,053 |
| 1980年 | 50.0% 105,110 | 47.1% 101,443 |
| 1976年 | 50.4% 106,468 | 47.4% 100,223 |
| 1972年 | 39.4% 82,231  | 58.0% 120,998 |
| 1968年 | 46.4% 96,082  | 40.9% 84,766  |
| 1964年 | 63.8% 126,633 | 36.2% 71,979  |
| 1960年 | 47.3% 98,325  | 52.7% 109,602 |

## 郡区

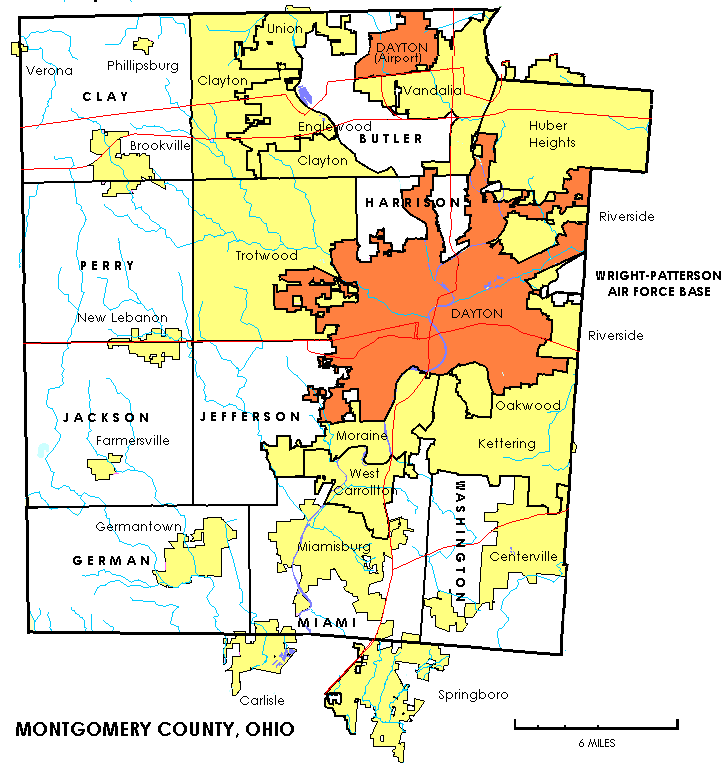
モンゴメリー郡図

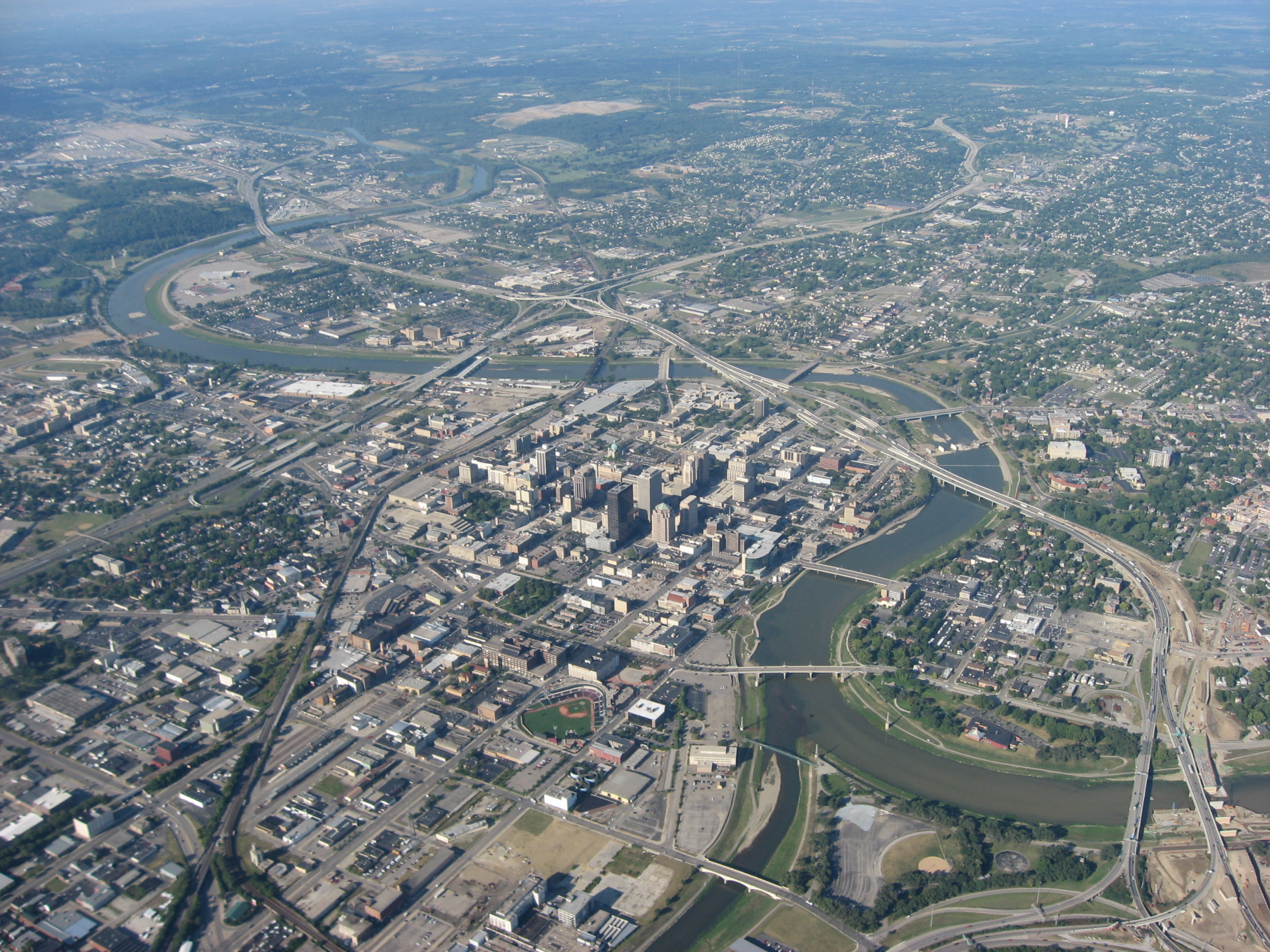
デイトン市中心街、郡内最大の都市

モンゴメリー郡は下記9つの郡区に分割されている。
| - バトラー - クレイ - ジャーマン | - ハリソン - ジャクソン - ジェファーソン | - マイアミ - ペリー - ワシントン |

### 廃止された郡区
| - デイトン - マッドリバー - マディソン | - ランドルフ - ヴァンビューレン - ウェイン |

### 都市
| - デイトン - 郡庁所在地 - ケタリング - ブルックビル - カーライル - センタービル - クレイトン - イングルウッド - ジャーマンタウン - ヒューバーハイツ | - マイアミズバーグ - モレイン - オークウッド - リバーサイド - スプリングボロ - トロットウッド - ユニオン - バンダリア - ウェストキャロルトン |

### 村
| - ファーマーズビル - ニューレバノン | - フィリップスバーグ - ベローナ |

### 国勢調査指定地域
| - ドレクセル - フォートマッキンリー | - ノースリッジ - シャイロー | - ウッドボーン・ハイドパーク - ライト・パターソン空軍基地 |

### 未編入の町
- ショートーカ
- ピアモント

## 教育

### 高等教育機関

#### 公立
- 空軍工科大学、ライト・パターソン空軍基地内
- シンクレア・コミュニティカレッジ
- ライト州立大学、実際には隣接するグリーン郡にあるが、住所はデイトン市になっている。

#### 私立
- デイトン大学
- ケタリング医療技術カレッジ

### 公共教育学区
下記の教育学区はその全体あるいは一部がモンゴメリー郡内にある。
- ローカル教育学区
  - ブルックビル・ローカル教育学区
    - ブルックビル高校、ブルックビル市

  - ニューレバノン・ローカル教育学区
    - ディキシー高校、ディキシー

  - ジェファーソン郡区ローカル教育学区
    - ジェファーソン郡区高校、デイトン市

  - ノースリッジ・ローカル教育学区
    - ノースリッジ高校

  - マッドリバー・ローカル教育学区
    - ウォルター・E・ステビンス高校、リバーサイド市

  - バレービュー・ローカル教育学区
    - バレービュー高校、ジャーマンタウン市
- 市教育学区
  - センタービル市教育学区
    - センタービル高校、センタービル市

  - デイトン公立教育学区
    - ベルモント高校（コンピュータ技術・工学）、デイトン市
    - サーグッド・マーシャル高校（芸術）、デイトン市
    - デイトン初期カレッジ・アカデミー、デイトン市
    - ダンバー高校（職業教育）、デイトン市
    - メドウデール高校（文化学習、国際バカロリエイト）、デイトン市
    - パターソン職業訓練センター、デイトン市
    - スタイバーズ芸術学校、デイトン市

  - ヒューバーハイツ市教育学区
    - ウェイン高校、ヒューバーハイツ市

  - ケタリング市教育学区
    - フェアモント高校、ケタリング市
      - （元東フェアモント高校と西フェアモント高校が合併）

  - マイアミズバーグ市教育学区
    - マイアミズバーグ高校、マイアミズバーグ市

  - ノースモント市教育学区
    - ノースモント高校、クレイトン市

  - オークウッド市教育学区
    - オークウッド高校、オークウッド市

  - トロットウッド・マディソン市教育学区
    - トロットウッド・マディソン高校、トロットウッド市

  - バンダリア・バトラー市教育学区
    - バトラー高校、バンダリア市

  - ウェストキャロルトン市教育学区
    - ウェストキャロルトンシニア高校、ウェストキャロルトン市
- カーライル高校、カーライル市

### 私立学校
- アークビショップ・アルター高校、ケタリング市（ローマ・カトリック）
- キャロル高校、デイトン市（ローマ・カトリック）
- シャミナード・ジュリエンヌ高校、デイトン市（ローマ・カトリック/マリア会）
- デイトン・クリスチャン高校、デイトン市（無会派クリスチャン）
- マイアミバレー学校、デイトン市（無会派）
- スプリングバレー・アカデミー、センタービル市（セブンスデー・アドベンチスト教会）

## 対外関係

### 姉妹都市･提携都市
姉妹都市
- 台中市（中華民国 直轄市） 
1990年10月15日 姉妹都市提携